# Wired (magasin)
 For alternative betydninger, se Wired. (Se også artikler, som begynder med Wired)
Wired er et amerikansk internet- og papirbaseret magasin som fokuserer på It-industrien, indholdsindustrien og telekommunikation.